# 韓光元
韓 光元（ハン・グァンウォン、朝鮮語: 한광원、1957年4月1日 - ）は、大韓民国の公認会計士、政治家。第4代仁川広域市議会議員、第17代韓国国会議員を歴任した。
本貫は清州韓氏。キリスト教徒。

## 経歴
京畿道仁川市（現・仁川広域市）出身。仁川南中学校、国立鉄道高等学校（現・韓国交通大学校）、仁荷大学校経営学科卒。ソウル大学校大学院経営学科修了（経営学修士号取得）。
その後は公認会計士として活動し、イニル会計法人理事を務めた。証券監督院勤務を経て、仁川商工会議所税務相談役、仁荷大学校講師、ハンナラ党所属の第4代仁川広域市議会議員（2004年2月9日辞職）、社会福祉共同募金会仁川支部広報委員長、仁川市弓道協会副会長、ヨルリンウリ党仁川中区・東区・甕津地区党委員長、第17代国会農林海洋水産委員会委員、第17代国会前半期予算決算特別委員会委員、第17代国会前半期倫理特別委員会委員、ヨルリンウリ党予算決算特別委員長を務めた。